# Liborio Mejía
Liborio Mejía (Rionegro, (Antioquia (Colômbia)) 28 de Julho de 1792 - Bogotá, 3 de Setembro de 1816) foi um político colombiano. Participou na guerra da Independência da Colômbia. Em 1816, foi nomeado pelo Congresso para o cargo de presidente da República, quando o país vivia um período conturbado. Devido aos conflitos internos teve de se envolver em contendas contra o general Sámano e Carlos Tobia. Foi feito prisioneiro e fuzilado.